# Sauria Buttress
Il Sauria Buttress è un contrafforte roccioso alto 1.300 m, situato a sudest del Lundström Knoll, nella Scarpata dei Pionieri della Catena di Shackleton, nella Terra di Coats in Antartide.
Nel 1967 fu effettuata una ricognizione aerofotografica da parte degli aerei della U.S. Navy. 
Un'ispezione al suolo fu condotta dalla British Antarctic Survey (BAS) nel periodo 1968-71.
L'attuale denominazione fu assegnata nel 1971 dal Comitato britannico per i toponimi antartici (UK-APC), in onore del francese Charles-Marc Sauria (n. 1812), che nel 1831 aveva ideato i primi fiammiferi a sfregamento.